# Seraincourt (Val-d'Oise)
Seraincourt é uma comuna francesa na região administrativa da Ilha de França, no departamento do Vale do Oise. Estende-se por uma área de 11.28 km². Em 2010 a comuna tinha 1 309 habitantes (densidade: 116 hab./km²).